# Kovačica (Bośnia i Hercegowina)
Kovačica – wieś w Bośni i Hercegowinie, w Federacji Bośni i Hercegowiny, w kantonie tuzlańskim, w mieście Tuzla. W 2013 roku liczyła 46 mieszkańców, z czego większość stanowili Serbowie.